# Besson H-5
Besson H-5 je bio francuski hidroavion konstruisan 1920-ih godina.

## Razvoj
Avion je nastao kao delo dizajnera Marcela Bessona nakon tendera raspisanog od strane francuske vlade 1919. godine za četveromotorni leteći čamac koji bi trebalofa prevozi putnike iz Francuske u Alžir bez zaustavljanja. 
Prva veryija ovog modele je predstavljena 1921. godine, a izgradnja prvog primerka počela je nešto kasnije u Boulogne-sur-Seine. Kada je 1922.godine leteći čamac bio spreman, demontiran je i odvezen vozom u Saint-Raphaël na Sredozemnom moru kako bi njegovu upotrebu odobrila   Commission d'Etudes Pratiques d'Aviation (CEPA).
Budući da nije mogao biti pronađen civilni pilot - na testiranje je pozvan kapetan Maurice Hurel, iskusni pilot u francuskoj mornarici . Prvi let je obavljen 8. septembra 1922. Pilot je uz velike poteškoće uspeo da održi  nestabilni leteći čamac; uz određeno oštećenje. Međutim, sva daljnja poboljšanja konstrukcije rezultovala su samo stalnim rastom težine praznog vazduhoplova. Poslednji let avion je obavio 16. juna 1923. godine; kada se je pod u kabini popustio, otvorio se a voda je zapljusnula pilota Hurela koji je uspeo da se zaustavi na plaže. Snažna oluja u decembru iste godine, u kojoj je oštećena repna jedinica, zapečatila je sudbinu ovog projekta.
CEPA je donijela osuđujuću presudu o vazduhoplovu ("... neprikladan za bilo koju vrstu upotrebe izvan vode ...").
Međutim, drugi izvori također govore o "stabilnom stavu" i "niskim vibracijama". Kao prvobitno planirani izviđački avioni i bombarder, ovaj vazduhoplov dobio je oznake HB-5 i / ili MB-10; a kao transportni avion konačno oznake H-5 ili MB-11.

## Konstrukcija
Leteći čamac je (za to vreme) bio prilično konvencionalno izrađen - drveni okvir obložen šperpločom sa četiri razmaknuta,i poduprta krila. Četvorospratni dizajn nije bio toliko neobičan 1920-ih (jer je trebalo smanjiti raspon krila). repni deo se sastojao od dve površine i tri vesla. Nešto neobičniji bio je trup koji je (relativno tanak) ležao na širokom, jednostepenom trupu.
Avion su pokretala četiri motora od 250 KS montirana zajedno sa obe strane trupa. 
Uz nosivost od 3,5 tone, poletna težina nije trebalo da prelazi 8.000 kg. Međutim, čak i na prvim letovima, težina praznog vazduhoplova je bila 7.150 kg; modifikacije i neophodni balast su ga na kraju doveli do 8.830 kg. Besson nije samo potpuno izračunao težinu, već i raspodelu težine; čak 850 kg balasta u pramcu bilo je premalo da bi se osigurale prihvatljive karakteristike upravljanja.

## Tehnički podaci
| Parametar           | Podatak |
| ------------------- | --- |
| Posada              | 5 |
| Putnici             | 20. |
| Dužina              | 10,19 m (prema drugim izvorima 22,00 m) |
| Raspon krila        | 29,00 m |
| Visina              | 6,33 m |
| Površina krila      | 255 m² (prema drugim izvorima 225 m²) |
| Masa praznog aviona | 7.290 kg (prema drugim izvorima 5.500 kg) |
| Masa na poletanju   | 8.830 kg (prema drugim izvorima 10.000 kg) |
| Pogon               | četiri Salmson CUZ9 sa po 186 kW (250 KS) (radijalni motori sa devet cilindara sa tekućim hlađenjem ) (prema drugim izvorima 194 kW / 260 KS) |
| Najveća brzina      | 168 km/h |
| Krstareća brzina    | 126 km/h |
| Plafon leta         | 2.000 m (prema drugim izvorima 3.500 m) |
| Doletna dužina      | 900 km |

## Spoljašnje veze
Mediji vezani za članak Besson H-5 na Vikimedijinoj ostavi

1. ↑  The Illustrated Encyclopedia of Aircraft (Part Work 1982-1985). Orbis Publishing. p. 655.
2. ↑  „Besson H-5 (MB.11)”. airwar.ru. Приступљено 2021-09-20.
3. 1 2 3  „Besson H-5 / Besson MB-10 / Besson MB-11”. all-aero.com. Архивирано из оригинала 12. 02. 2021. г. Приступљено 2021-09-20.